# Rakeysh Omprakash Mehra
Rakeysh Omprakash Mehra (ur. 7 lipca 1963 w Nowym Delhi) – indyjski reżyser i scenarzysta filmowy, nagradzany za film Kolor szafranu (2006).
W jego filmie Delhi-6 (2009) w rolach głównych wystąpili Abhishek Bachchan, Sonam Kapoor, Om Puri, Waheeda Rehman i Atul Kulkarni.

## Filmografia

### Reżyser
- Delhi-6 (2009)
- Kolor szafranu (2006)
- Aks (2001)

### Scenarzysta
- Delhi-6 (2009)
- Kolor szafranu (2006)
- Aks (2001)

### Producent
- Delhi-6 (2009)
- Kolor szafranu (2006)